# Hans-Jürgen Wallbrecht
Hans-Jürgen Wallbrecht (født 8. august 1943, død 7. december 1970) var en tysk roer.
Wallbrecht var med i den tyske otter, der var blandt de bedste i verden i begyndelsen af 1960'erne. Han var således med til at vinde VM i 1962 samt EM i 1963, 1964 og 1965. De var derfor blandt favoritterne ved OL 1964 i Tokyo, og tyskerne vandt et spændende indledende heat med et forspring på 0,3 sekund til amerikanerne. I finalen var amerikanerne dog suveræne og vandt med et forspring på mere end fem sekunder til tyskerne på andenpladsen, mens den tjekkoslovakiske båd kom mindre end to sekunder efter tyskerne på tredjepladsen. Tyskernes båd bestod desuden af Klaus Bittner, Karl-Heinrich von Groddeck, Jürgen Plagemann, Klaus Aeffke, Klaus Behrens, Jürgen Schröder, Horst Meyer og styrmand Thomas Ahrens.
Han vandt desuden i alt fem vesttyske mesterskaber, deraf fire i otteren (1962-1965) samt i firer uden styrmand i 1963.
I det civile liv arbejdede Wallbrecht for Flymedicininstituttet i Bad Godesberg, men han døde pludseligt som blot 27-årig i 1970.

## OL-medaljer
- 1964:  Sølv i otter